# Dali (Dalida)
Dali è il penultimo album in studio della cantante italo-francese Dalida, pubblicato da Carrere nel 1984.
Il titolo non è altro che il diminutivo con il quale gli amici chiamano Dalida. Gli autori sono Didier Barbelivien, Claude Barzotti, Jeff Barnel, François Valéry e Gilbert Sinoué. Questo album verrà ampiamente sfruttato.
Il vinile è preceduto dalla promozione delle canzoni Soleil e L'innamorata, che la cantante ha proposto in televisione varie volte prima di partire per quello che sarà il suo ultimo tour estivo attraverso le città della Francia. Il brano Soleil verrà commercializzato anche in spagnolo con il titolo Soleil mi Sol ed in italiano con Mediterraneo.
La punta di diamante di quest’album è sicuramente la canzone Pour te dire je t'aime, cover del successo I Just Called to Say I Love You di Stevie Wonder.
La terza clip e il terzo successo sarà anche una cover di Tony Esposito, resa popolare da Boney M. durante l'estate 1984: Kalimba de Luna. Dalida registrerà la canzone sia in francese che in inglese. La versione francese verrà remixata per i club e sarà anche pubblicata con un vinile promozionale.
Un quarto brano, scritto da Claude Barzotti ed intitolato La Pensione Bianca, verrà inviato via radio ed interpretato in più occasioni alla televisione francese da Dalida. Anche per questa canzone (che Dalida stessa dichiarerà, in un'intervista, essere una delle sue preferite dell’album) verrà emesso un vinile promozionale, precisamente l'ultimo della sua carriera. 
Nell’album compare inoltre Mon Italie, un tributo alla terra d’origine della cantante, con il quale Dalida si esibirà solamente due volte alla televisione, nei programmi La Chance aux Chansons e La Bouteille à la Mer. Per l’interpretazione di questo pezzo utilizzerà, in entrambe le occasioni, un abito marrone in pelle. 
Dalida non ha più voglia di cantare. Vive i suoi problemi di donna (le operazioni agli occhi, le relazioni sentimentali deludenti, la depressione) che si ripercuotono anche nella carriera, pur non perdendo la sua enorme popolarità.

## Tracce
Lato A
1. Pour te dire je t'aime
2. Là où je t'aime
3. Une vie d'homme
4. Toutes ces heures loin de toi
5. Kalimba de Luna (versione in inglese)

Lato B
1. La pensione bianca
2. C'était mon ami
3. Pour en arriver là
4. Mon Italie
5. Soleil